# Olivia Di Bacco
Olivia Grace Di Bacco (Orillia, 4 de agosto de 1992) es una deportista canadiense que compite en lucha libre. En los Juegos Panamericanos obtuvo dos medallas, plata en 2019 y bronce en 2023, ambas en la categoría de 68 kg.

## Palmarés internacional
| Juegos Panamericanos | Juegos Panamericanos | Juegos Panamericanos | Juegos Panamericanos |
| Año                  | Lugar                | Medalla              | Categoría            |
| -------------------- | -------------------- | -------------------- | -------------------- |
| 2019                 | Lima (Perú)          | Medalla de plata     | 68 kg                |
| 2023                 | Santiago (Chile)     | Medalla de bronce    | 68 kg                |